# 史維
史維，JP（1955年7月19日—），台灣裔美國人，航空太空工程學家，中央研究院院士，曾任香港科技大學第四任校長。

## 生平

### 學術生涯
史維出生於臺灣新竹市。從國立清華大學取得動力機械工程學士後，他先後從密歇根大學取得航天工程學碩士及博士學位。1983至1988年，他在紐約通用電氣研發中心任職研究科學家。1988至2004年，他任教於佛羅里達大學。他加入香港科技大學前是密歇根大學Clarence L.“Kelly” Johnson讲座教授及航天工程学系系主任。史維於2010年8月出任香港科技大學首席副校長及機械工程學系講座教授，並於2018年9月1日出任香港科技大學校長。他曾擔任大學教育資助委員會成員及香港科技園董事成員。
他的著作甚豐，曾撰寫及共同撰寫五本書，以及多份期刊和會議文章，內容遍及計算和建模技術，包括流體力學和相关的设计优化问题、生物及低雷諾數空氣動力學、能量和推进力，以及與航空和太空飛行器相關等廣泛主題。他是多個跨機構研究項目的首席研究員，項目由美國政府和不同行業資助，負責研究未來的太空運輸、仿生飛行及計算航空科學。他是劍橋大學出版社《劍橋航天》叢書系列的總編輯，也是Wiley-Blackwell出版社主要參考書籍《航空工程百科全書》的聯席編輯。
他是美國航天及宇航學會及美國機械工程師學會院士，並曾多次獲獎，包括美國航天及宇航學會2003年Pendray航天文獻獎、美國機械工程師學會2005年熱能轉換紀念獎及工程師委員會（加州Sherman Oaks分會）2009年傑出教育家獎等。作為校友，他的成就也得到了臺灣清華大學和美國密歇根大學的認可。史教授的專業觀點屢獲各大新聞媒體引用，包括《紐約時報》、《華盛頓郵報》、《美聯社》、《今日美國報》、《基督科學箴言報》、《新科學家》、《美國新聞與世界報道》及《南華早報》等。
2024年7月当选中央研究院第34屆工程科學組院士。

## 出任香港科技大學校長
史維於2018年9月1日起出任香港科技大學校長。2019年校內中國籍副教授須江辦公室被破壞，該教授堅持報警，但校長及管理層以保護學生安全為由，並沒有讓警方入校調查。有報導認為這是縱容校園內的暴力行為，造成科大內地生「逃亡」的新聞。其後有校內碩士生及教職員不滿，發起逾百人實名聯署信，指責校方過分容忍校內暴力行為。
2019年11月4日凌晨將軍澳發生警民衝突，學生周梓樂墮樓重創，周被發現後，義務急救員即時召喚救護車，但有目擊者指救護車懷疑遭警車阻擋。另一輛救護車則被巴士和私家車等兩度阻擋並須繞路，該車上救護員下車徒步前往拯救，並在接報後近20分鐘才將周抬上救護車，周梓樂最終延至11月8日上午8時在伊利沙伯醫院傷重死亡。香港科技大學學生會在下午舉辦默哀儀式，逾百名學生和市民出席。其後，近千名香港科技大學學生遊行至校長宿舍，要求香港科技大學校長史維譴責警暴，期間破壞校長宿舍，包括塗鴉、爆玻璃、撒溪錢和毀壞門鎖。有學生代表則呼籲同學停止破壞，指香港科技大學校長不在宿舍內，且校長並非殺人兇手，希望不要嚇怕校長家人。校長史維稱有片段顯示警車曾經阻礙搶救周梓樂的救護車，要求當局對事件進行「徹底和獨立」的調查，如無滿意解釋「會很憤怒」。2021年11月9日，史維宣佈因個人理由提早一年於2022年10月19日離任科大校長。

## 荣誉

### 外国勋章奖章
- 荣誉军团军官勋章（法国，2022年5月6日于香港颁发[17]）